# Roman Zmorski

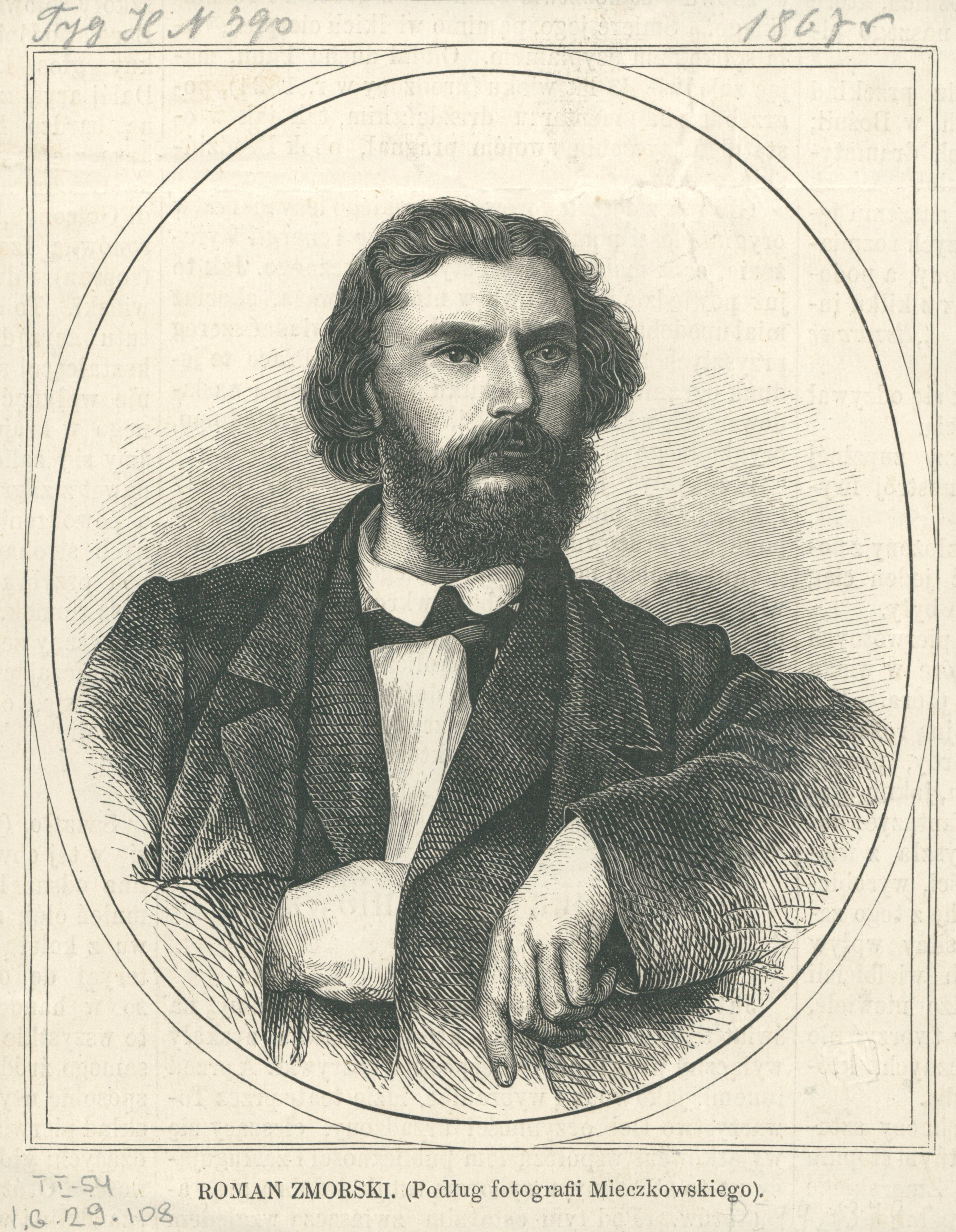
Roman Zmorski

Roman Zmorski (* 9. August 1822 in Warschau, Kongresspolen; † 19. Februar 1867 in Dresden, Königreich Sachsen) war ein polnischer Dichter, Zeitschriftenherausgeber und Volkskundler. Er lebte zeitweise in Russisch-Polen, Preußen, Frankreich, Sachsen,  im Osmanischen Reich und in Serbien.

## Leben und Wirken
Sein Vater war Richter. Roman Zmorski wuchs in Warschau und Masowien auf, wo er verschiedene Schulen besuchte. Vom Gymnasium in Warschau wurde er wegen konspirativer Tätigkeiten relegiert. Danach war er als Zeitschriftenredakteur tätig  und in verschiedenen literarischen Zirkeln in Warschau aktiv, darunter in der bekannten Cyganeria Warszawska (Warschauer Bohème).
Er war zwischenzeitlich auch in der Warschauer Zitadelle inhaftiert und lebte danach   an  wechselnden Orten.
1843 zog Roman Zmorski nach Preußen. Dort lebte er vor allem in der polnisch bewohnten Provinz Posen, hielt sich aber auch in Schlesien auf, wo er die dortige slawisch geprägte Kultur studierte. Er besuchte auch Veranstaltungen an der Breslauer Universität. In dieser Zeit erkannte er die Zusammengehörigkeit der slawischen Völker und setzte sich für ein größeres Zusammengehörigkeitsgefühl  ein.
Um 1845 hielt sich Roman Zmorski in Paris auf, wo er auch  den polnischen Nationaldichter Adam Mickiewicz kennenlernte.
Von 1848 bis 1850 lebte er  in Bautzen im Königreich Sachsen, wo er die Kultur der Sorben kennenlernte. Er gab dort auch die polnischsprachige Zeitschrift Stadło mit Unterstützung des bekannten Jan Arnošt Smoler heraus .
1855 war  Roman Zmorski  in Konstantinopel für den polnischen Fürsten  Adam Jerzy Czartoryski tätig. Danach fuhr er zu den Serben auf den Balkan, um deren Kultur kennenzulernen.
Seit 1858 lebte Roman Zmorski   wieder in Warschau, wo er 1862 erneut  in die Zitadelle kam.
Seit 1863 lebte er im Exil in Sachsen, wo er 1867 in Dresden starb.

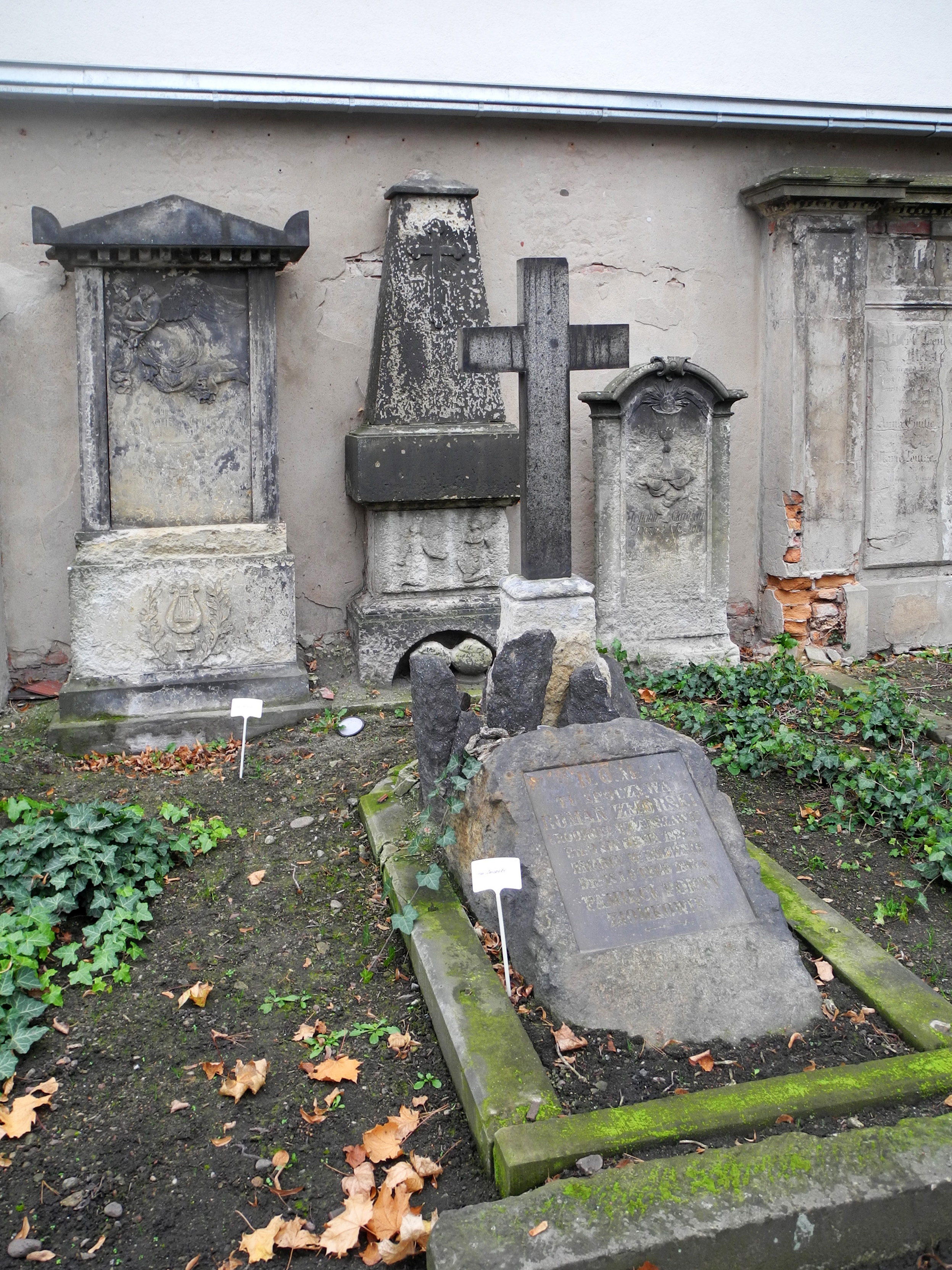
Grab von Roman Zmorski in Dresden

## Publizistisches Werk
Roman Zmorski veröffentlichte Gedichte, Erzählungen, Kunstmärchen, Aufsätze zu ethnologischen und  kulturgeschichtlichen Themen und weitere Texte. Seine Dichtungen waren von einem romantischen und phantastischen  Geist geprägt. In seinen Zeitschriftenaufsätzen bemühte er sich, die Idee der Zusammengehörigkeit der slawischen Völker durch Berichte aus den verschiedenen Regionen zu verbreiten.
- Poezje, Warszawa, 1843
- Lesław, Ostrów Wielkopolski, 1847
- Podania i Baśni ludu, 1852 (als R. Zamarski)
- Domowe wspomnienia i powiastki, 1854
- Narodowe pieśni serbskie, wybrane i przełożone, 1853, serbische Lieder
- Nad Sawą i Drawą, 1856, über die serbische Kultur